# Migennes
Migennes é uma comuna francesa na região administrativa de Borgonha-Franco-Condado, no departamento de Yonne. Estende-se por uma área de 16,57 km². Em 2010 a comuna tinha 7 361 habitantes (densidade: 444,2 hab./km²).